# 竹脇潔
竹脇 潔（たけわき きよし、1905年（明治38年）3月1日 - 1988年（昭和63年）1月16日）は、日本の動物学者である。

## 経歴・人物
富山県富山市に生まれ、後に上京し東京帝国大学理学部（現在の東京大学大学院理学系研究科・理学部）動物学科に入学する。1928年（昭和3年）に卒業後は留学のため渡米し、シカゴ大学に入学した。卒業後は帰国し母校の助手を経て講師となり、教鞭を執り1936年（昭和11年）には理学博士を取得する。
その後は助教授を経て1948年（昭和23年）には教授に昇格。
1955年（昭和30年）には皇居に招かれて生物学に関する合同進講に出席。「内分泌 特にホルモン間の相関問題に就き」と題する進講を行った。1965年（昭和40年）に大学を定年退官。退官後は同大学の名誉教授に認定され、東京女子大学を経て川崎医科大学の教授も務める。またその傍らで生殖ホルモン等内分泌学を中心に多くの研究に携わり、後に日本学士院員ともなった。

## 栄典
- 勲三等旭日中綬章 - 1975年（昭和50年）受章[2]。

## 著書
- 『脳下垂体ホルモンの科学』
- 『内分泌学の問題』